# Беатрис II (графиня Бургундии)
 Беатрис II Бургундская (фр. Béatrice II de Bourgogne; ок. 1193 — 7 мая 1231) — пфальцграфиня Бургундии с 1205 года, герцогиня Андекс-Меранская с 1208 года.

## Биография
Беатрис родилась в 1193 году в семье пфальцграфа Бургундии Оттона I и его жены Маргариты (1170—1230), дочери Тибо V, графа Блуаского и Шартрского и Алисы Французской (1150—1195). Таким образом, по мужской линии Беатрис приходилась внучкой германскому императору Фридриху Барбароссе, а по женской — правнучкой французскому королю Людовику VII.
13 января 1200 года в Безансоне был убит её отец, которому наследовала её старшая сестра Жанна I, под регентством своей матери, Маргариты. Но правление Жанны оказалось недолгим: уже в 1205 году она умерла в возрасте 14 лет и Беатрис стала пфальцграфиней Бургундии, опять же, под регентством Маргариты.
В 1208 году она вышла замуж за Оттона Меранского, вместе с которым стала править с 1211 года.
Беатрис II умерла в 1231 году в возрасте 40 лет. Пфальцграфство Бургундия унаследовал её старший сын Оттон.

## Брак и дети
Муж: с 21 июня 1208 года (Бамберг) Оттон I (ок. 1171/1184 — 7 мая 1234), герцог Меранский и граф Андекса с 1205 года, пфальцграф Бургундии (Оттон II) в 1211—1231 годах, маркграф Истрии в 1228—1230 годах. Дети:
- Оттон II (ок. 1208 — 19 июня 1248), пфальцграф Бургундии (Оттон III) с 1231 года, герцог Меранский и граф Андекса (под именем Оттон II) с 1234 года.
- Алиса (Адельгейда) (ок. 1209 — 8 марта 1279), пфальцграфиня Бургундии с 1248 года; 1-й муж: с ок. 1 ноября 1236 Гуго I де Шалон (1220—1266), пфальцграф Бургундии (по праву жены) с 1248, сеньор Салена с 1263; 2-й муж: с 11 июня 1267 Филипп I (1207 — 16 августа 1285), граф Савойи с 1268
- Агнес (ум. 1 ноября 1260/7 января 1263); 1-й муж: с 1228 (развод 1240) Фридрих II Воитель (ок. 1210 — 15 июня 1246), герцог Австрии и Штирии с 1230; 2-й муж: с 1248/1250 Ульрих III (ум. 27 октября 1269), сеньор Крайны с 1251, герцог Каринтии с 1256
- Беатрис (ум. после 11 ноября 1265); муж: Герман II (до 16 января 1194 — 27 декабря 1247), граф Орламюнде и сеньор Веймара с 1206
- Маргарита (ум. 18 октября 1271); 1-й муж: до 25 сентября 1232 Пржемысл (1209 — 16 октября 1239), маркграф Моравии с 1228; 2-й муж: Фридрих (ум. 30 августа 1274), граф фон Трухендинген
- Елизавета (ум. 18 декабря 1272); муж: до 10 мая 1251 Фридрих III фон Гогенцоллерн (ок. 1220 — 14 августа 1297), бургграф Нюрнберга с 1261